# Élie Decazes
Élie Louis Decazes (Saint-Martin-de-Laye, 28 de septiembre de 1780 – París, 24 de octubre de 1860) fue un aristócrata y político francés que ocupó el gobierno durante la Restauración francesa, en la fase moderada del reinado de Luis XVIII, entre 1815 y 1820.
Sus títulos, todos heredados por primogenitura, fueron los de conde de Decazes, primer duque de Decazes y primer duque de Glücksberg.